# Агарла (Верчели)
Агарла (итал. Agarla) је насеље у Италији у округу Верчели, региону Пијемонт.
Према процени из 2011. у насељу је живело 53 становника. Насеље се налази на надморској висини од 763 м.